# Akai MPC 1000
Das Akai MPC 1000 ist ein durch das japanische Unternehmen Akai hergestellter Hardwaresequenzer mit eingebautem Sampler. Im Gegensatz zu den Vorgängern ist der MPC 1000 das erste wirklich portable Gerät. Neben den gewöhnlichen Features, die größtenteils von den anderen MPCs übernommen wurden, besitzt der 1000 von Haus aus schon sechs analoge Ausgänge, die jedoch nicht erweitert werden können. Auch eine S/PDIF In/Out Schnittstelle ist von Werk aus schon integriert. Die 16 MB Arbeitsspeicher lassen sich auf 128 MB aufrüsten.
Anfang 2005 erschien das OS 1.07, das vor allem Verbesserungen im Timingbereich mit sich brachte. Für Ende 2005 kündigte Akai ein Betriebssystem mit den bisher fehlenden Funktionen, wie zum Beispiel Timestretch, Zoning etc. an.
Es gibt von japanischen Entwicklern auch ein ständig upgedatetes alternatives Betriebssystems, das sowohl viele Funktionen der größeren MPCs, als auch gänzlich neue Funktionen implementiert.